# Cistoadenoma seroso del páncreas
El cistoadenoma seroso del páncreas es un tumor benigno de este órgano. Generalmente se encuentra en la cola del páncreas, y puede estar asociado con el síndrome de von Hippel-Lindau.
En contraste con algunos de los otros tumores del páncreas que forman quistes (como la neoplasia mucinosa papilar intraductal y la neoplasia quística mucinosa), las neoplasias quísticas serosas son casi siempre completamente benignas. Hay algunas excepciones; en raras ocasiones, se han descrito casos de cistoadenocarcinomas serosos malignos aislados. Además, las neoplasias quísticas serosas crecen lentamente y, si crecen lo suficiente, pueden presionar los órganos adyacentes y causar síntomas.

## Clasificación
Los patólogos clasifican las neoplasias quísticas serosas en dos grandes grupos. Aquellas que son benignas, que no se han diseminado a otros órganos, se denominan "cistoadenomas serosos". Los cistoadenomas serosos pueden subdividirse en microquístico, oligocístico (o macrocístico), sólido,  neoplasia endocrina mixta y neoplasia serosa asociada a VHL. Este último esquema de clasificación es útil porque destaca la variedad de aspectos y las asociaciones clínicas de estas neoplasias. Las neoplasias quísticas serosas que se han diseminado ("metastatizado") a otro órgano se consideran malignas y se denominan "cistoadenocarcinoma seroso".

## Patología

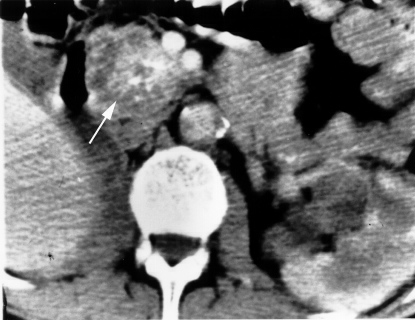
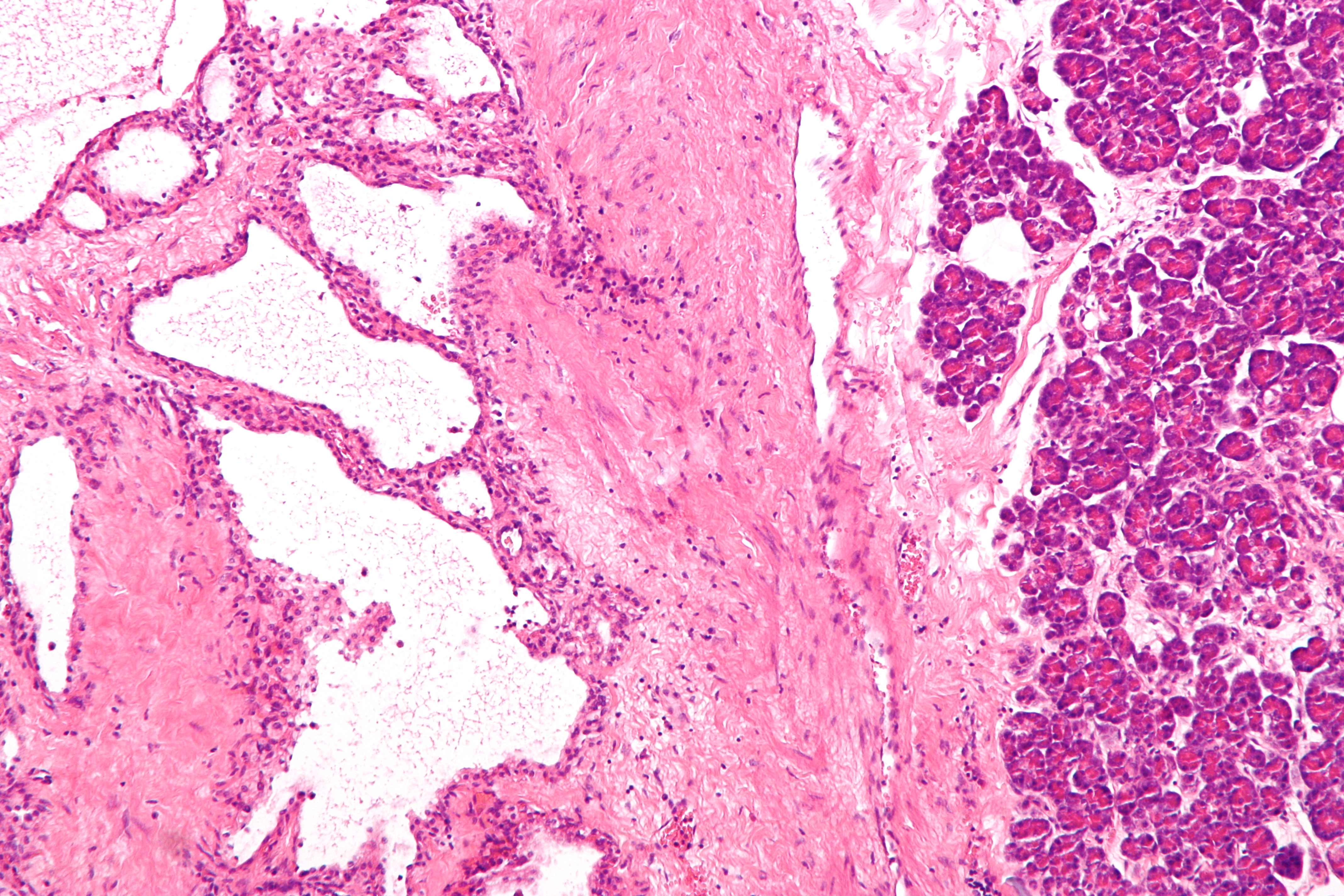
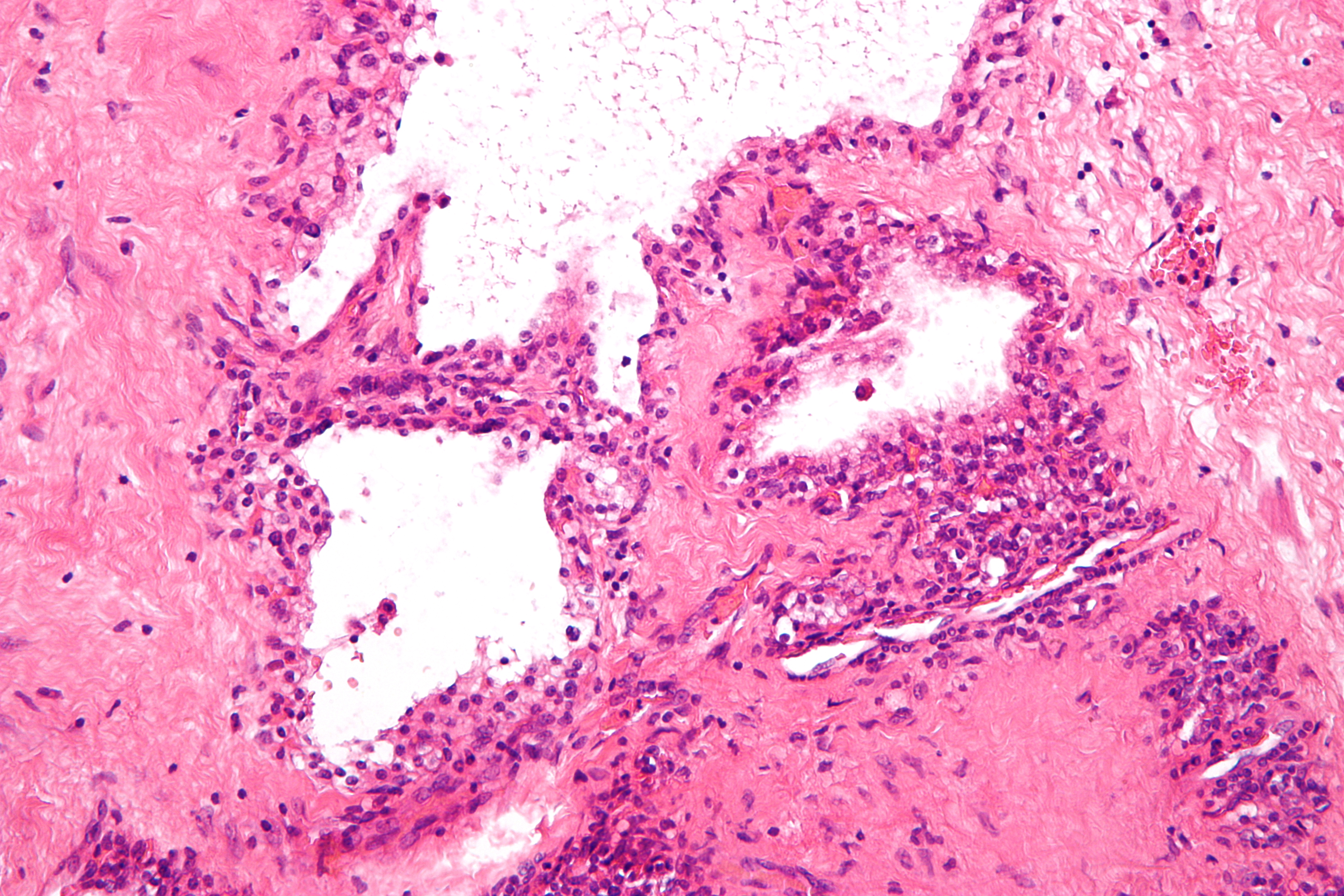
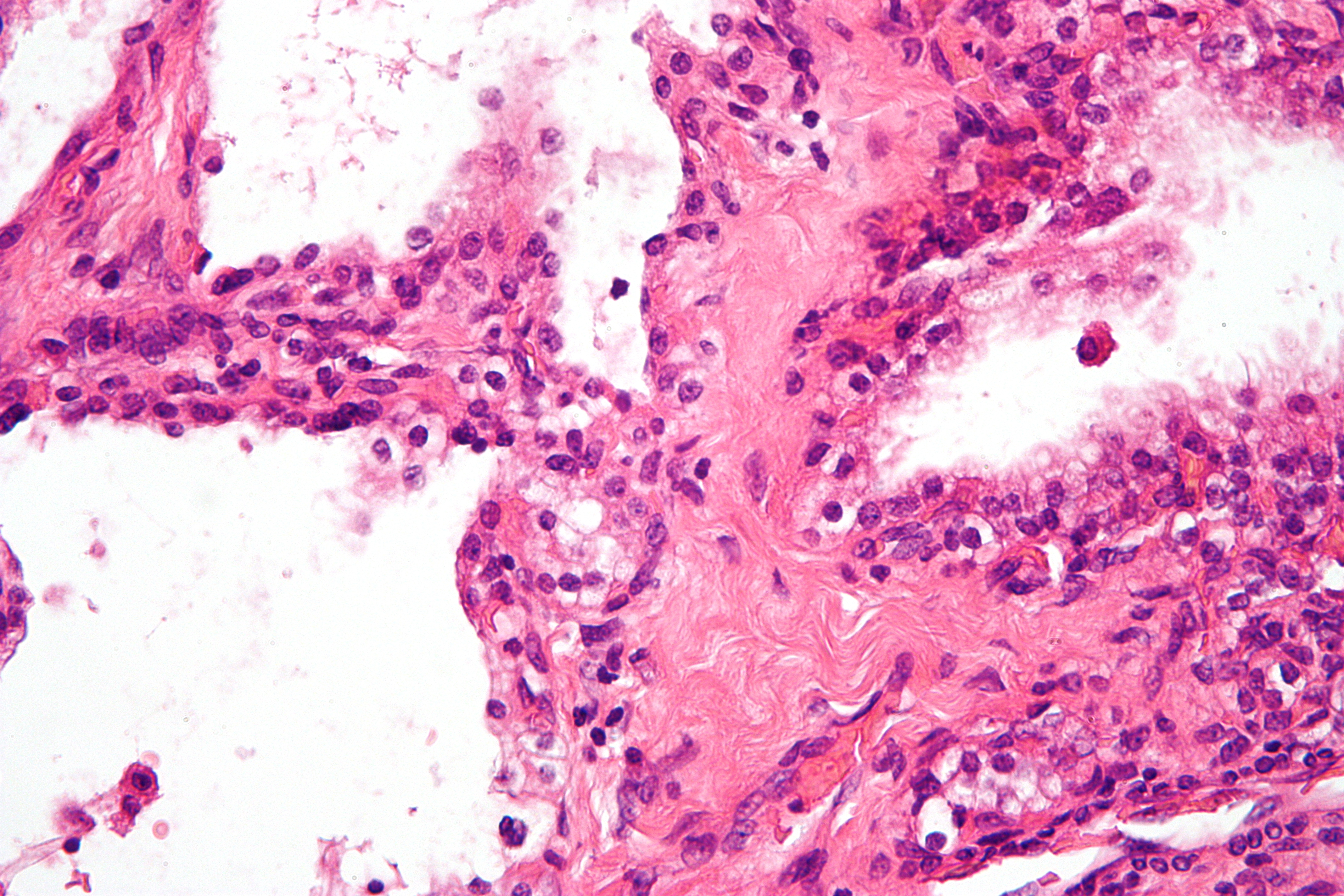
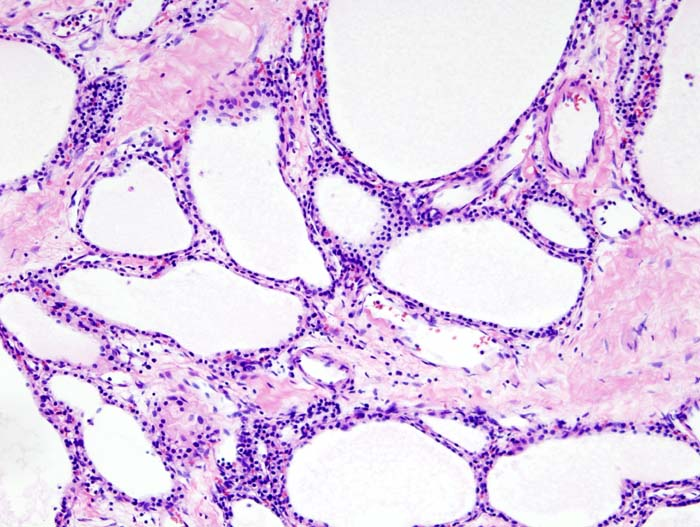
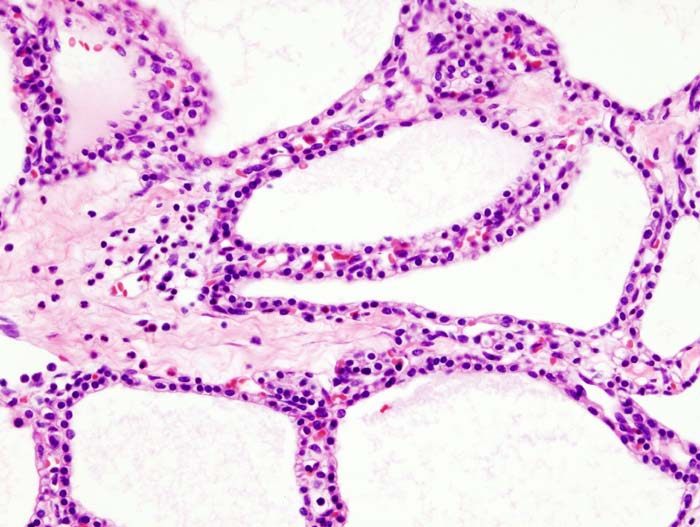

## Tratamiento
Estas lesiones rara vez requieren cirugía excepto si son sintomáticas o el diagnóstico está en duda. Dado que no tienen potencial maligno, la observación a largo plazo es innecesaria. La cirugía puede incluir la extirpación de la cabeza del páncreas (una duodenopancreatectomía), la extirpación del cuerpo y la cola del páncreas (una pancreatectomía distal) o, rara vez, la extirpación de todo el páncreas (una pancreatectomía total). En algunos casos, la cirugía se puede realizar utilizando técnicas mínimamente invasivas, como la laparoscopia.